# Bana Bhatta
Bana Bhatta (siglo VII) fue un erudito y escritor indio en sáncrito. Fue el asthana kavi (el poeta de la corte) del rey Jarsha Vardhana, que reinó entre los años 606 y 647 en el norte de la India.

## Etimología
- bāṇabhaṭṭa, en el sistema AITS (alfabeto internacional para la transliteración del sánscrito).
- बाणभट्ट, en escritura devanagari del sánscrito.
- Pronunciación: /baná bhata/.[1]
- Etimología:[1]
  - bana: ‘flecha’ y
  - bhatta: señor, venerable, título de respeto utilizado por personas humildes ante un príncipe; proviene de bhartrí (sostenedor, protector).

## Biografía
Una explicación detallada acerca de los ancestros y primeros años de vida de Banu puede ser reconstruido a partir de los versos introductorios agregados al Kadambari y los dos primeros uchāvasas del Jarsha-charita, mientras que las circunstancias detrás de la composición del Jarsha-charita se describen en la tercera uchāvasa del texto.

### Primeros años
Bana nació en el pueblo de Pritikuta, a orillas del río Jirania Vaju (el actual río Son) en una familia bhojaka (brahmán maga) del gotra (clan) Vatsiaiana en el actual distrito de Chapra.
Según el sitio oficial del Gobierno de Bijar, el pueblo de Pritakuta Parwat actualmente es la aldea Piru, en Haspura en el distrito de Aurangabad. La biblioteca Banbhatta Pustakalya de este pueblo posee manuscritos de obras escritas por Bana, conservados en bhoj-patra (corteza de árbol bhosh) y talpatra (corteza de árbol tal).
Curiosamente, la población actual de la aldea es musulmana, dicen ser descendientes de Bana Bhatta y se hacen llamar patanes bhumihar.
Bana era hijo de Chitra Bhanu y Rāya Devi. Su madre murió cuando Bana era un niño y su padre murió cuando tenía catorce años. Bana se quedó sin hogar y llevó una vida errante durante algún tiempo, pero más tarde regresó a su pueblo natal. Allí un día de verano, recibió una carta de Krishna, primo del rey Harsha, que lo invitó a reunirse con el rey cuando éste se encontraba acampando cerca de la ciudad de Manitara. El rey lo recibió fingiendo un enojo, pero finalmente lo favoreció grandemente.

### Composición del «Jarsha-charita»
Cuando Bana regresó de la corte del rey Jarsha, sus primos lo presionaron para que escribiera un relato sobre la vida del rey Harsha. Sin embargo, él decidió escribir solo una parte de la vida porque no estaba seguro de poder hacer la mínima justicia a la extraordinaria carrera del rey. Del tercero al octavo uchāvasa de la obra describe la ascendencia y la vida del rey Jarsha hasta el rescate de su hermana Rayia Sri.

## Obras
Sus obras principales fueron:
- Jarsha-charita (‘las hazañas de Jarsha’), una biografía del rey Jarsha Vardhana.[3][4]
- Kadambarí (del nombre de la heroína de la novela), una de las primeras novelas del mundo. Bana murió antes de finalizarla y la obra fue completada por su hijo Bhúshan Bhatta (Pulinda, según algunos manuscritos), que en la misma novela aparece con el nombre de Uttarabhāga. Hay un interesante dicho muy conocido en sánscrito:

kadambari rasa-gñanam ajaro api na rochate
‘del Kadambari los que conocen el sabor, en comer sin embargo no se interesan’.
- Chandika-sátaka.
- Párvati-parinaia, drama.
- Ratnavali.